# Ceramothyrium linnaeae
Ceramothyrium linnaeae är en svampart som först beskrevs av Dearn., och fick sitt nu gällande namn av S. Hughes 1976. Ceramothyrium linnaeae ingår i släktet Ceramothyrium och familjen Chaetothyriaceae.  Arten är reproducerande i Sverige. Inga underarter finns listade i Catalogue of Life.